# Tavík František Šimon
Tavík František Šimon, narozený jako František Šimon (13. května 1877 Železnice – 19. prosince 1942 Praha), byl český malíř, grafik – dřevorytec, mistr leptu a mezzotinty, pedagog na Akademii výtvarných umění v Praze, zakladatel a předseda SČUG Hollar.

## Život
Narodil se v rodině krupaře v Železnici Antonína Šimona a jeho manželky Anny, rozené Tavíkové (pokřtěn byl jako František Šimon, jméno Tavík odvozeno od příjmení matky).

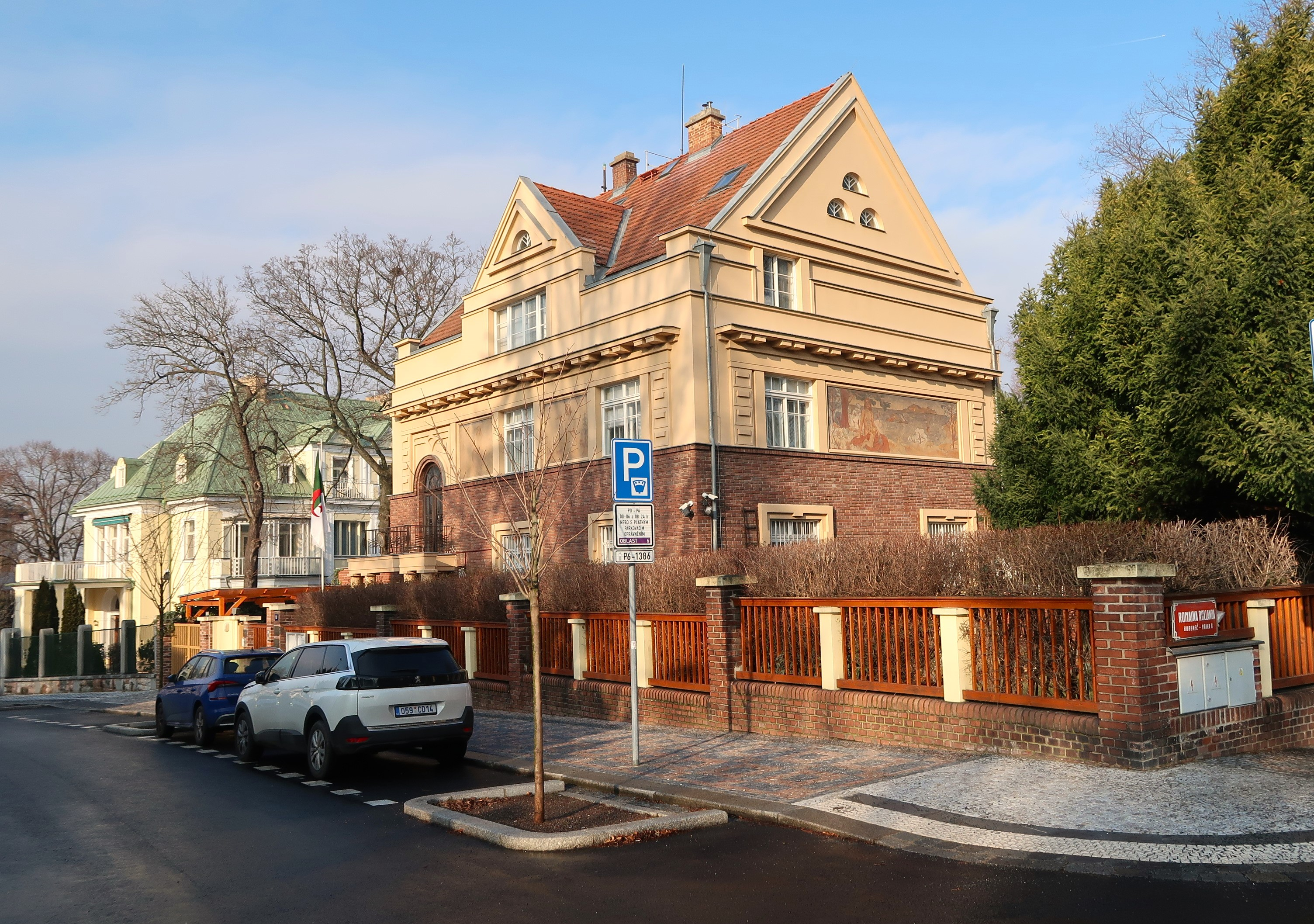
Vila T. F. Šimona v Praze-Bubenči, V tišině 10

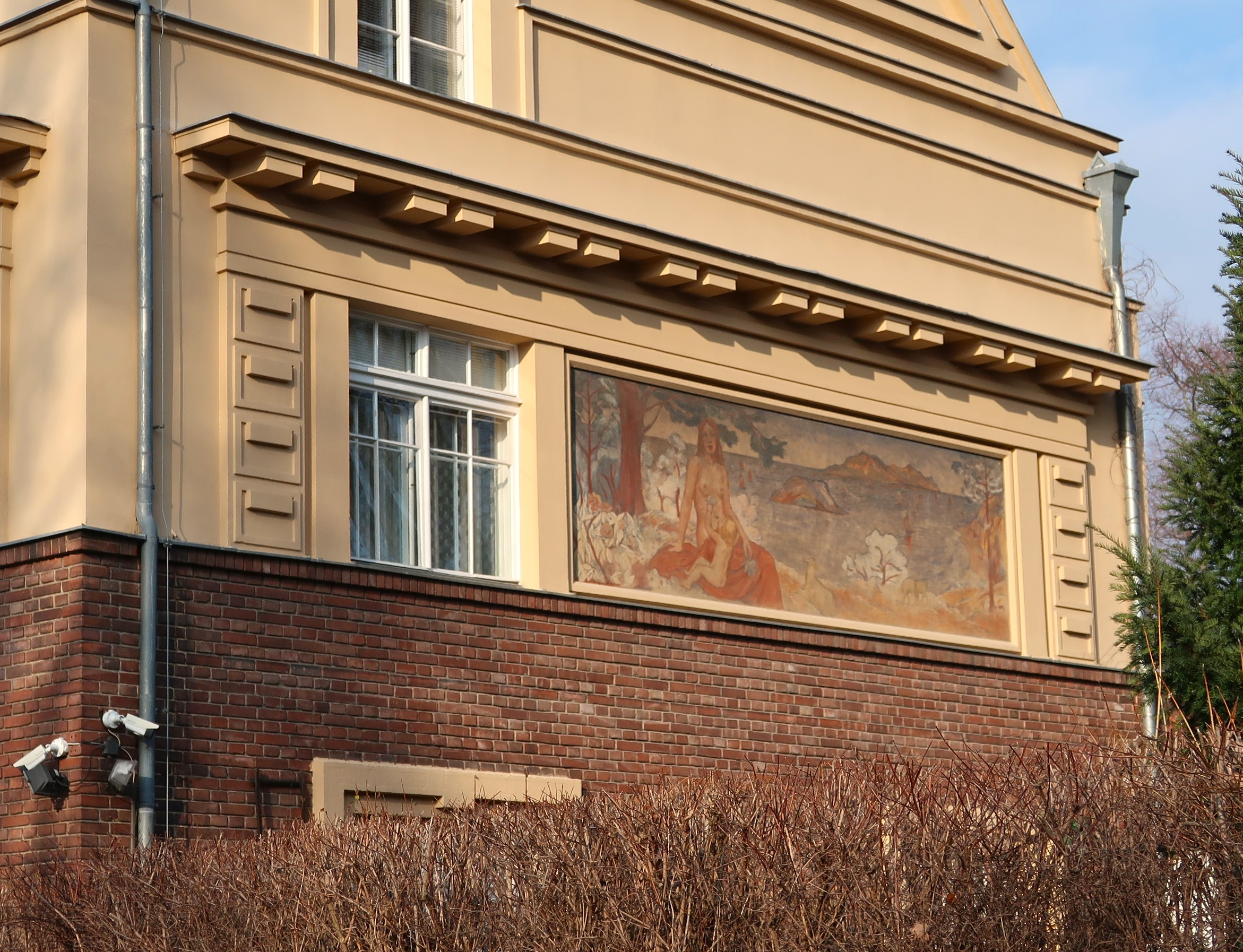
Malba indického pobřeží na fasádě Šimonovy vily

Studoval na pražské Akademii výtvarných umění u Maxmiliána Pirnera (1894–1900). Jako stipendista Josefa Hlávky cestoval roku 1902 do Itálie a roku 1903 s Hugo Boettingerem do Paříže. V Paříži pobýval v letech 1904–1914 a od roku 1906 byl členem Société de la gravure en couleurs. Od roku 1910 byl členem Royal Society of Painters v Londýně. Roku 1917 byl spoluzakladatelem Spolku českých umělců grafiků Hollar a členem předsednictva. V letech 1898–1942 byl členem SVU Mánes, v roce 1919 byl jeho předsedou.
Během pobytu v Paříži podnikl cesty do Španělska, Anglie a Maroka a v letech 1926–1927 vykonal cestu kolem světa. Roku 1928 se stal profesorem nově vytvořené grafické speciálky na Akademii výtvarných umění v Praze.
Publikoval články zejména o grafickém umění v časopisu Hollar a vydal několik odborných příruček pro grafiky.
S manželkou Vilemínou, rozenou Kracíkovou (1882–??) měl dceru Evu, syna Pavla, Ivana a Kamila, který jako dítě zemřel na tuberkulózu. Je pohřben s rodinou na bubenečském hřbitově v Praze 6.

## Galerie, významná díla

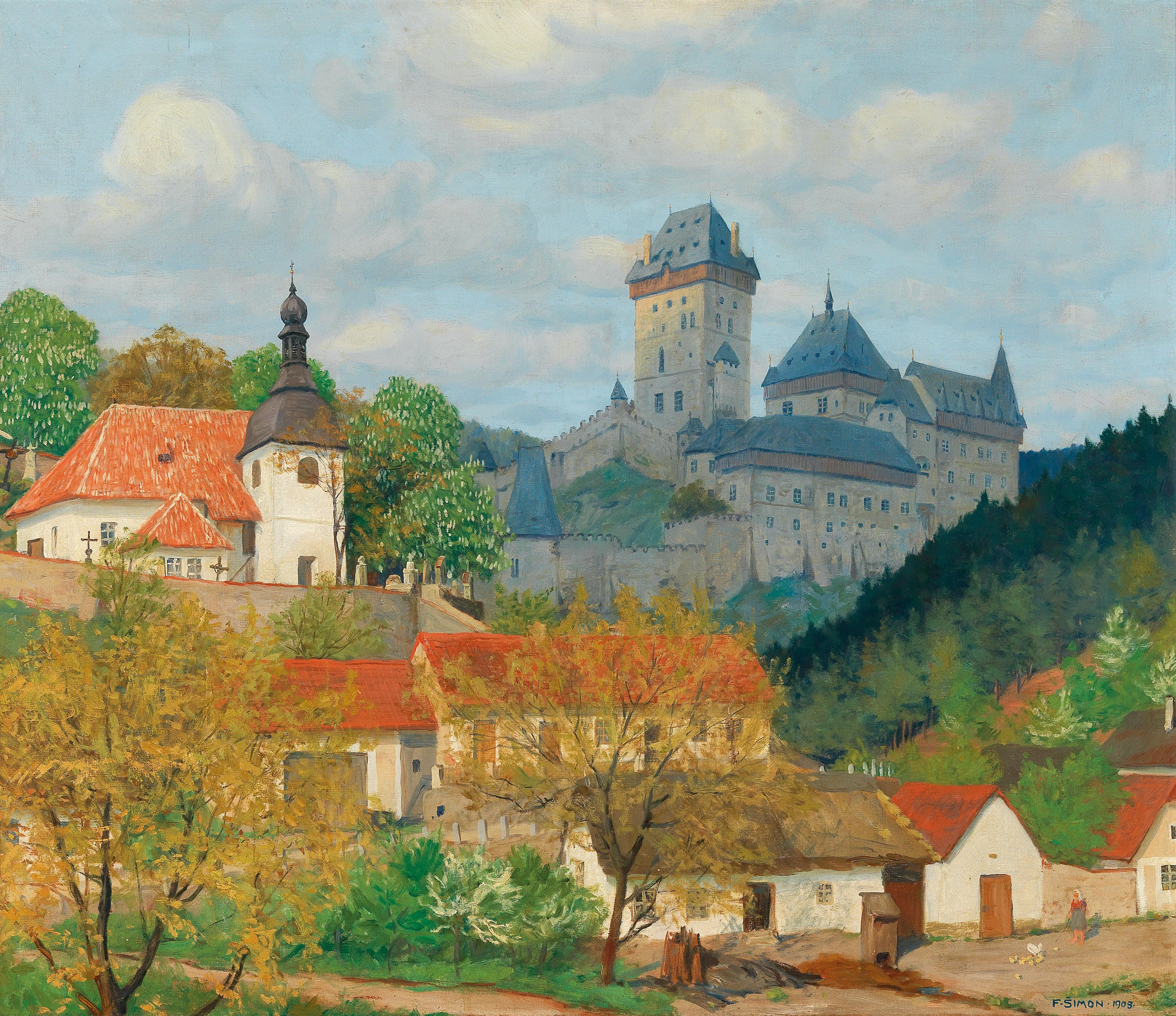
Tavík František Šimon – Pohled na Karlštejn (1903)
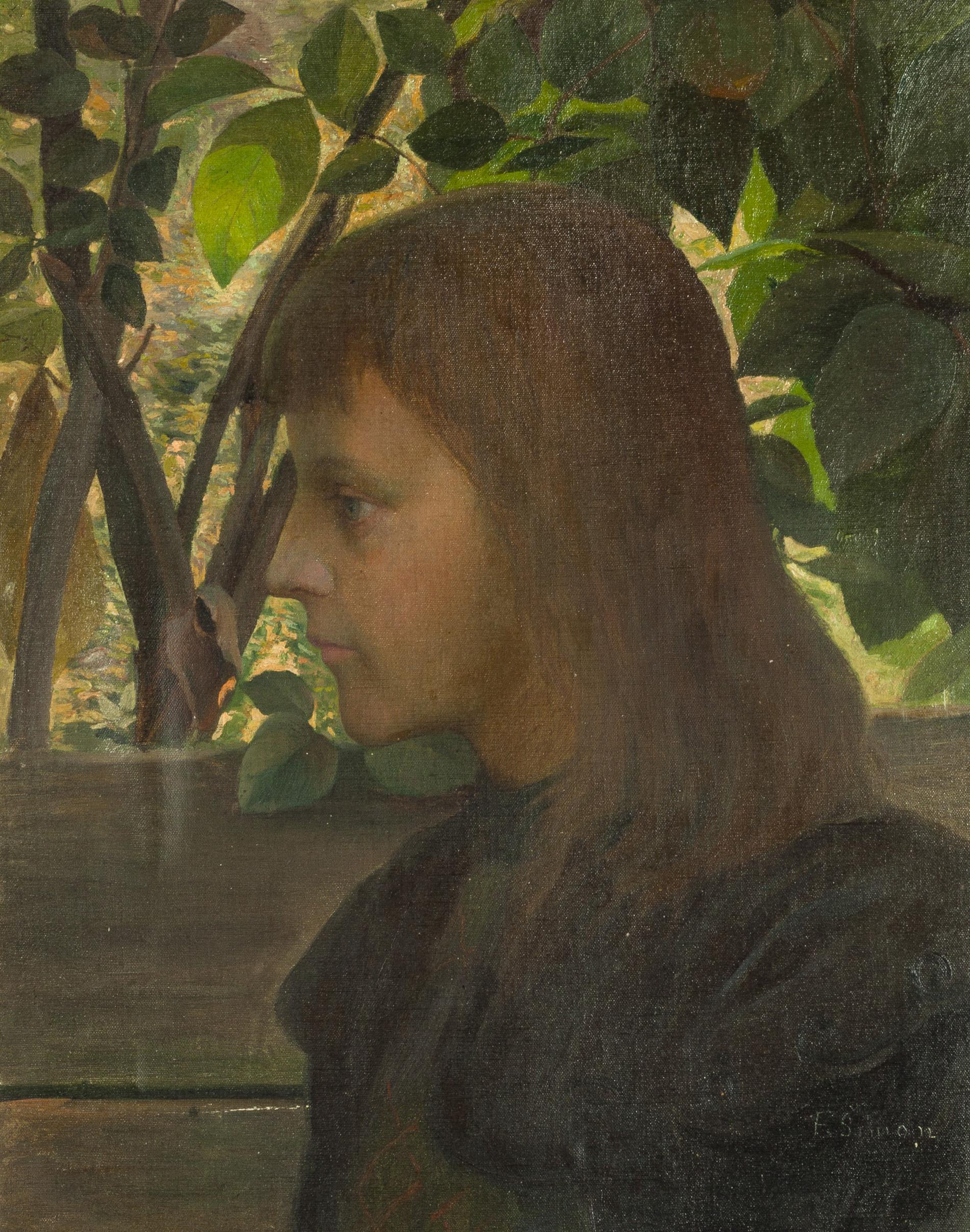
Tavík František Šimon – Dívka z profilu (před 1942)
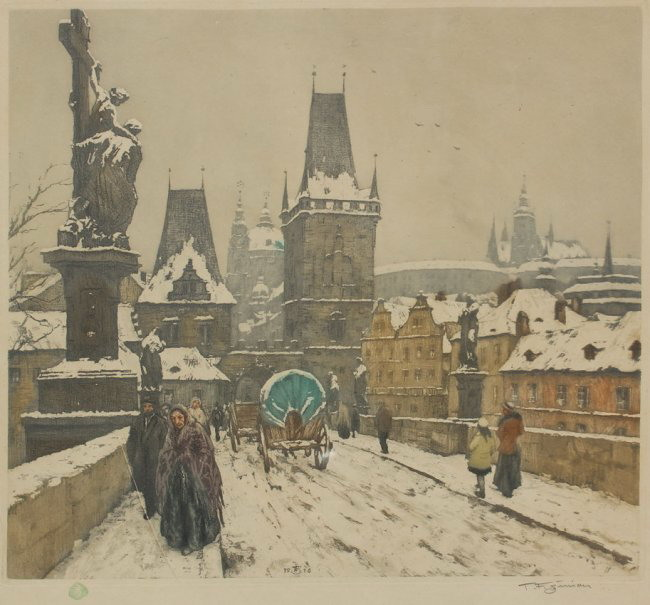
Tavík František Šimon – Zima na Karlově mostě (před 1942)
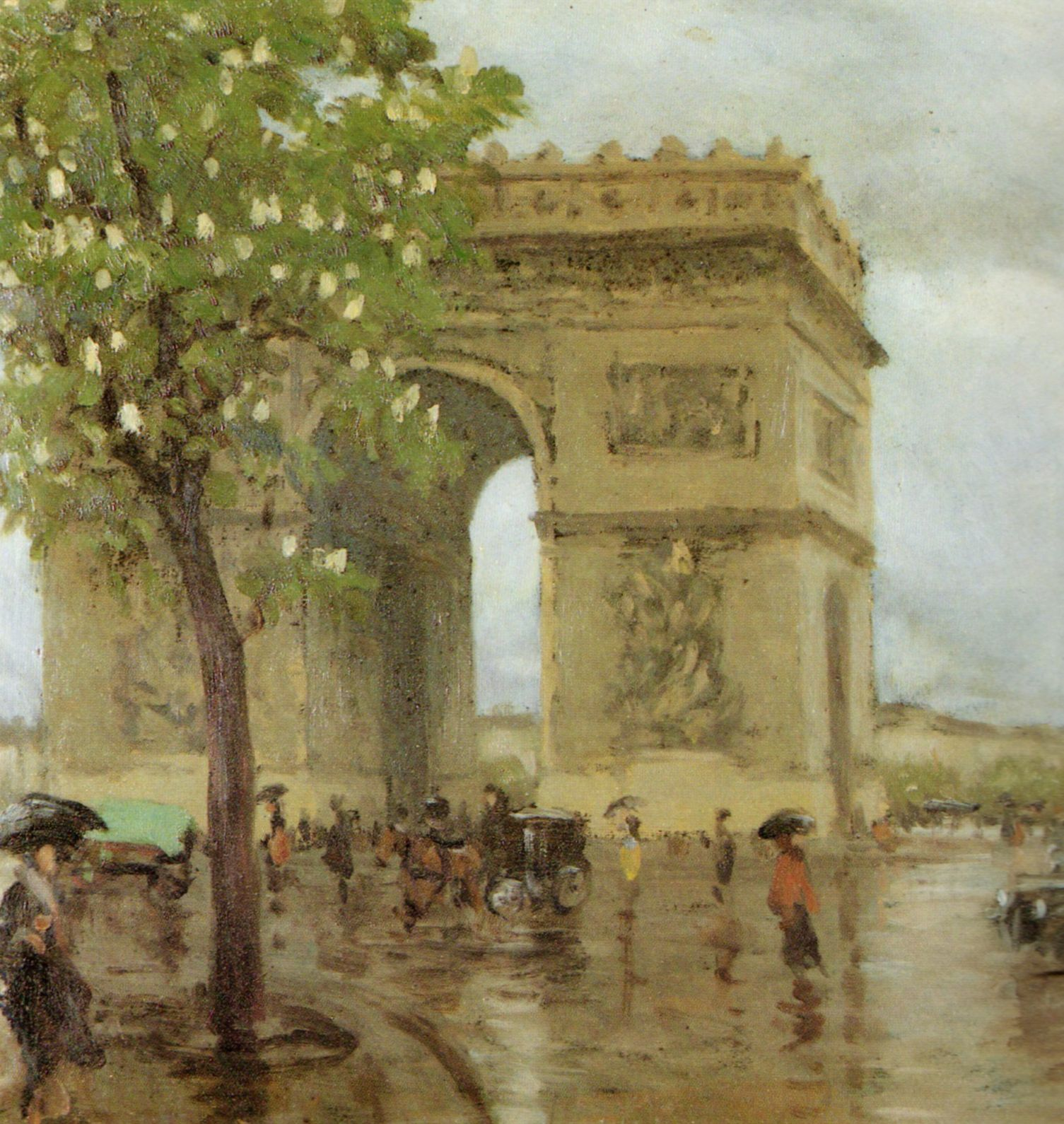
Tavík František Šimon – Place de L'étoile (1912)
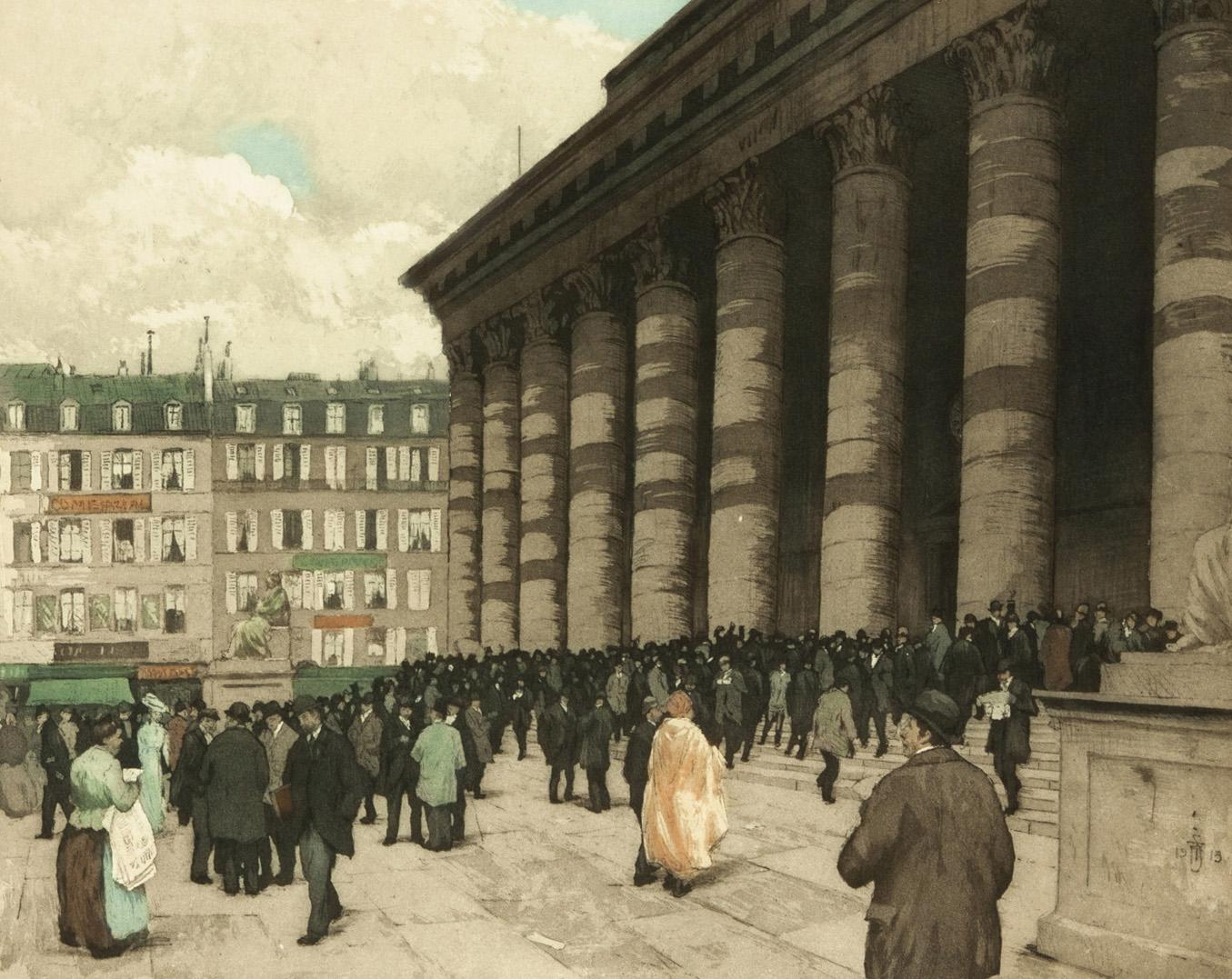
Tavík František Šimon – Pařížská burza
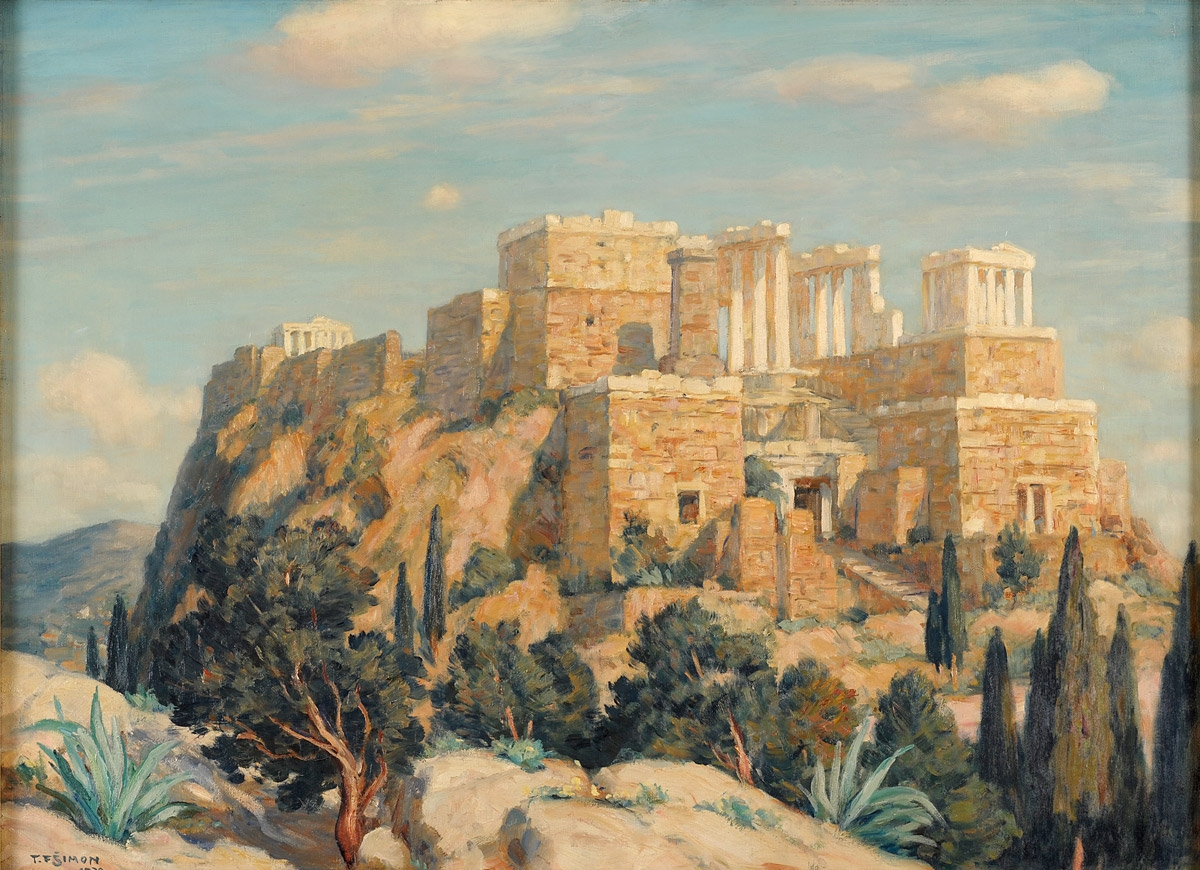
Tavík František Šimon – Akropolis (kolem 1926)
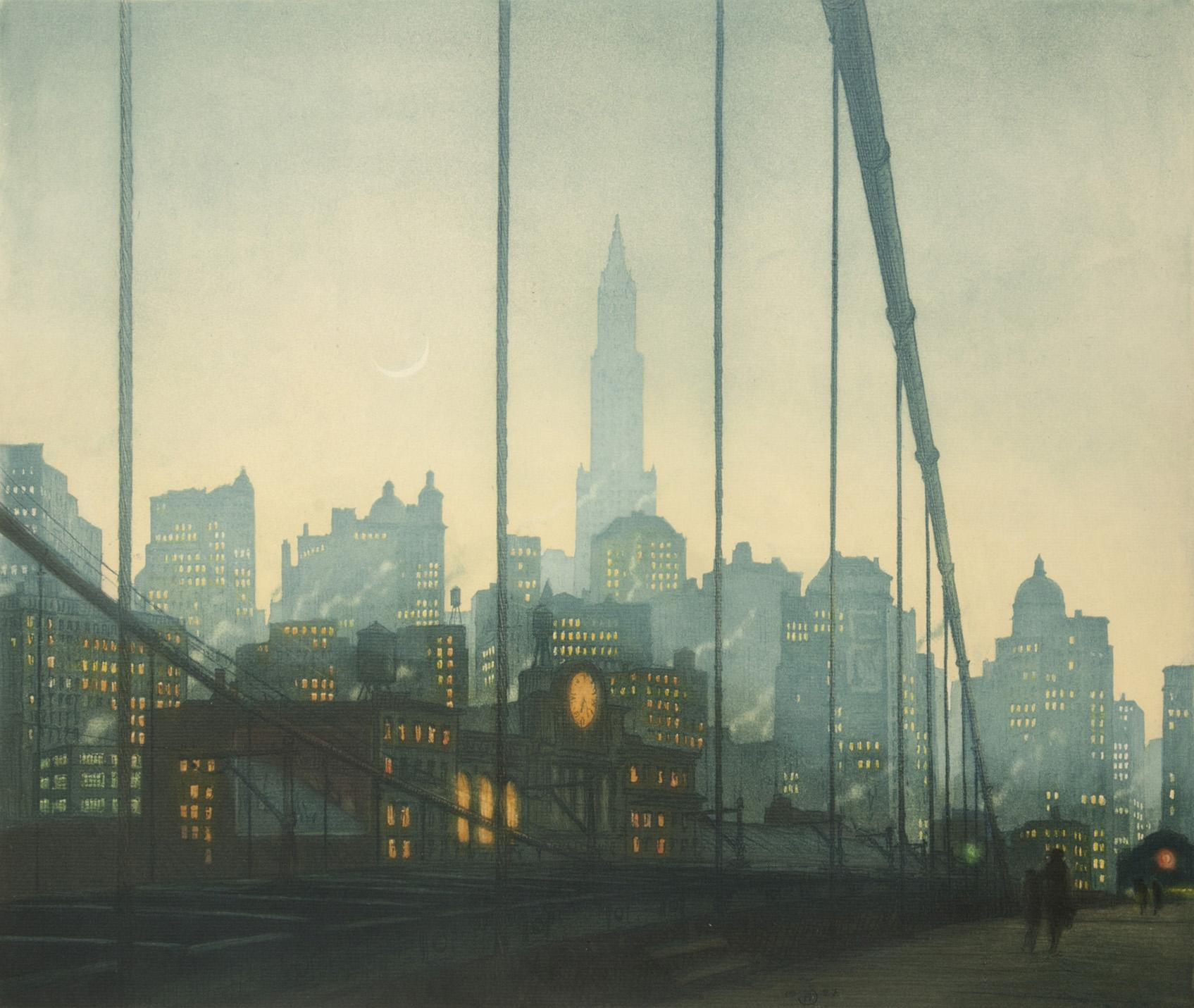
Tavík František Šimon – New York (1926–1927)
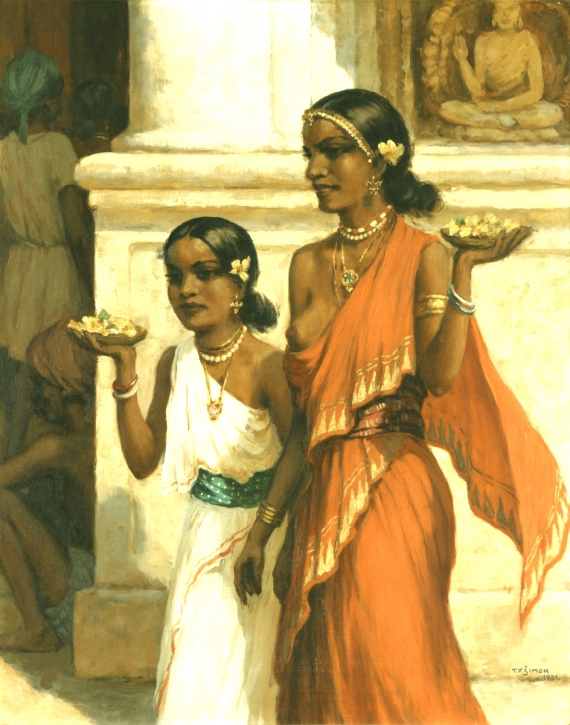
Tavík František Šimon – Indické dívky, Ceylon (1926–1927)

## Dílo
Jeho malířské a grafické dílo je z menší části figurální, z větší části je tvoří pohledy na Prahu, New York a Paříž, které jsou ovlivněny francouzskými impresionisty a postimpresionisty. Gauguinovy obrazy z Tahiti Šimona inspirovaly ke kompozicím z Indie, z nichž nejrozměrnější – indické pobřeží s matkou a dítětem – namaloval na boční fasádu své vily v Bubenči, na vstupní fasádu pak namaloval mezi okna dvě múzy.
V grafické tvorbě rád užíval techniky litografie, akvatintu a barevný soutisk inspirovaný japonskými grafickými technikami.